# Urraca I de Lleó
Urraca I de Lleó (Lleó, 24 de juny de 1081 - Saldaña, Palència, 8 de març de 1126) fou reina de Lleó i de Castella (1109-1126). Va ser la primera dona a Europa a exercir un regnat de ple dret.

## Antecedents
Filla d'Alfons VI de Lleó i de la seva tercera muller, Constança de Borgonya. A la seva mort va heretar el Regne de Galícia, que en realitat s'havia transformat en comtat, el Regne de Castella i el Regne de Lleó.
Alfons VI va concedir a la seva primera filla, Urraca, i al seu marit el comtat de Galícia (encara no se li va atorgar la categoria de regne) i a la seva segona filla, il·legítima, Teresa de Lleó i Núñez, unes terres al sud de Galícia que es van començar a conèixer com a comtat de Portugal. Aquesta es casà el 1094 amb Enric de Lorena o de Borgonya, i foren els futurs pares d'Alfons I de Portugal, primer comte i rei de Portugal.
A la mort del primogènit Sanç, el 1108, Urraca fou nomenada hereva del reialme.

## Núpcies i descendents

### Unió amb Ramon de Borgonya
Es va casar en primeres núpcies l'any 1087 a la catedral de Toledo amb Ramon de Borgonya, noble francès que va arribar a Lleó després de la batalla de Sagrajas, en la qual els musulmans van vèncer al rei lleonès. D'aquest enllaç nasqueren:
- la infanta Sança de Castella (1102-1159).
- l'infant Alfons VII de Lleó (1105-1157), futur Alfons VII de Castella.

El 1107 el marit d'Urraca morí i el 1109 ho feu el seu pare, així doncs va passar a ser la reina de Castella i Lleó. Era la primera vegada que els castellans i els lleonesos s'enfrontaven a una situació com aquesta, que la successió del tron recaigués sobre una dona, i a més, vídua.

### Unió amb Alfons I d'Aragó
Eren temps difícils que necessitaven bons dirigents, per la qual cosa els nobles castellans i lleonesos van exigir a la reina un segon matrimoni i van triar el rei Alfons I d'Aragó, amb el qual es va casar al castell de Muñó, prop de Burgos, el 1109, malgrat que no existia cap classe de simpatia entre tots dos. Des dels primers moments d'aquesta unió en van sorgir conflictes i desavinences. Ambdós sobirans van ser proclamats reis de Lleó i de Castella. Mentrestant el jove hereu Alfons, fill del primer matrimoni, es criava a Galícia i se'l considerava rei de la regió.
El caràcter tan diferent d'Urraca i Alfons, les contínues baralles i l'antipatia mútua van desencadenar en una sèrie de conflictes, no només domèstics, sinó polítics. Les cròniques fan esment de certes infidelitats de la reina i aquest va ser, pel que sembla, el motiu pel qual Alfons el Batallador va arribar a tancar-la en un castell prop de Zamora.
D'altra banda, els nobles castellans i lleonesos no estaven gaire d'acord amb la política interna que estava duent a terme el rei, respecte al nomenament de càrrecs públics, sobretot quan va nomenar alcaides dels castells exclusivament a aragonesos i navarresos. Era necessari el divorci per al bé de tots i el Papa el va concedir, declarant nul el matrimoni per raó de parentiu. L'alt clergat lleonès i castellà va acceptar de bon grat la sentència, que a més anava acompanyada d'amenaça d'excomunió si no es complia.

### Unió amb Pedro de Lara
Després de la separació d'Alfons d'Aragó, Urraca s'amistançà amb Pedro de Lara, comte de Lara. D'aquesta unió nasqueren dos fills, que no van rebre el títol d'infants de Castella: Elvira Pérez de Lara (1111-c. 1174) i Fernando Pérez Furtado (1114-1156).

## Regnat d'Urraca
El regnat d'Urraca es caracteritza per les guerres internes, complexes i interminables. Després de la separació, la reina es va declarar enemiga d'Alfons el Batallador, que al seu torn intentava una vegada i una altra recuperar el govern sobre Lleó i Castella. Teresa i el seu espòs Enric, des de Portugal, també intrigaven i declaraven guerres i en tot aquest desconcert, el bisbe de Santiago de Compostel·la, Diego Gelmírez, va aprofitar la situació per a intrigar en benefici seu, tractant d'apoderar-se de la voluntat del futur rei Alfons. Hi va haver fins i tot un intent de coronació anticipada a Toledo.
A pesar de totes aquestes intrigues, Urraca i el seu fill van arribar a entendre's i es van unir en contra de tots aquests enemics. Els últims anys del regnat d'Urraca són poc coneguts per la falta de documents clars. Del seu estudi es desprèn que no va cessar la guerra civil fins a la seva mort l'any 1126, ocorreguda en un castell de la localitat de Saldaña. Aquest mateix any, el seu fill Alfons va ser coronat rei amb el nom d'Alfons VII de Castella, anomenat l'Emperador.